# Mesomediterrani

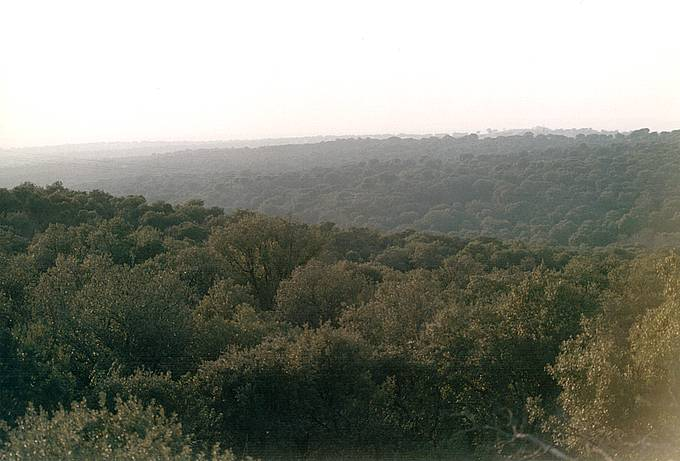
Alzinar mesomediterrani

Mesomediterrani, és un estatge bioclimàtic que pot trobar-se en qualsevol zona de clima mediterrani, situat entre el termomediterrani per sota i el supramediterrani per sobre.
En tots els casos es tracta d'un clima pròpiament mediterrani amb algunes gelades a l'hivern i temperatures altes l'estiu amb estrès hídric.
La vegetació potencial es caracteritza per boscos esclerofil·les com són les alzines.

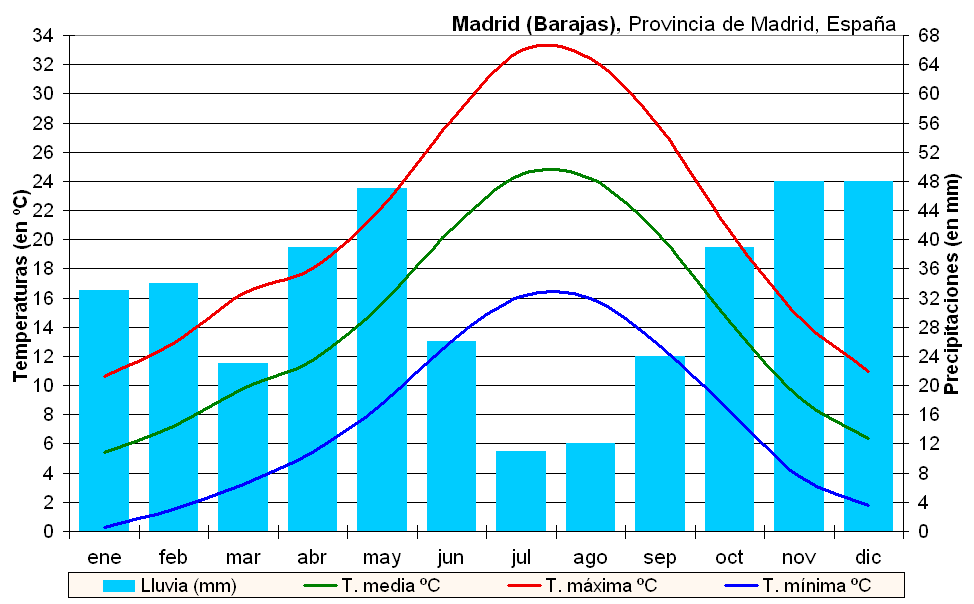
Climograma de Madrid (Meseta sud) exemple de clima mesomediterrani.
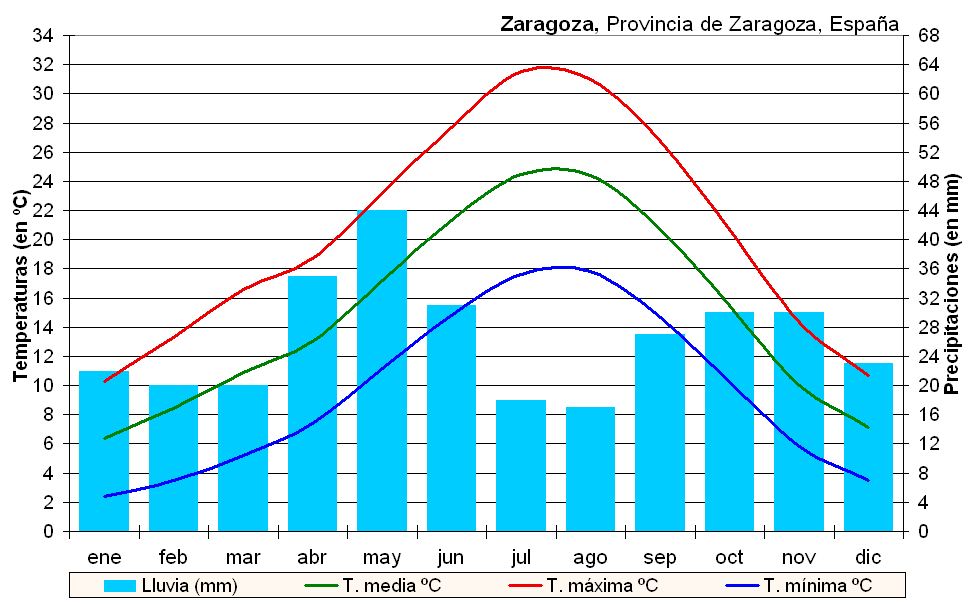
Climograma de Saragossa (vall de l'Ebre) exemple de clima mesomediterrani.